# Парк Чунан
Чунан (кор. 중앙공원 Чунан конвон, буквально «Центральный парк») — городской парк в Пусане, Республика Корея. Парк Тэчхон и парк Тэсин были открыты в 1970 году и 1968 году, два парка соединялись в парк Чунан в декабре 1986 году.

## Учреждения парка Чунан
В территории бывшего парка Тэчхон:
- Монумент памяти павших героев
- Монумент памяти павших деятелей за демократию в Революции 18 апреля
- Пусанский зал независимости
- Мемориал движений за демократию (Парк Демократии)
- Холм скульптура
- Муниципальная библиотека Чунан города-метрополии Пусан
- Памятник Чан Гонтхэку
- Памятник Чхве Чхонтхэку
- Монумент победы в Бою в Корейском проливе

В территории бывшего парка Тэсин:
- Водохранилище Кудок-1
- Водохранилище Кудок-2
- Сигнальные башни Кубон
- Буддийский монастырь Нэвонджонса
- Муниципальная библиотека Кудок города-метрополии Пусан
- Источник Куи
- Источник Чансу
- Источник Минари
- Источник Йонгун
- Источник Ссансу
- Деревня цветов